# .nu
.nu è il dominio di primo livello nazionale assegnato a Niue.
Il dominio è amministrato dalla statunitense IUSN Foundation e gestito dal 2013 dalla svedese Internetstiftelsen i Sverige (IIS). Il primo ministro Toke Talagi ha definito la situazione una forma di neocolonialismo e nel 2020 il governo di Niue ha chiesto all'ICANN il trasferimento del dominio.